# كورنيل سيس
كورنيل سيس (Corneel Seys) (مواليد 12 فبراير 1912) هو لاعب كرة قدم. يلعب مع منتخب بلجيكا لكرة القدم. سبق له أن لعب في كأس العالم لكرة القدم مع منتخب بلاده.

## وصلات خارجية
- كورنيل سيس على موقع الاتحاد البلجيكي (الإنجليزية)
- كورنيل سيس على موقع ناشيونال فوتبول تيمز (الإنجليزية)
- كورنيل سيس على موقع Soccerway.com (الإنجليزية)
- كورنيل سيس على موقع عالم كرة القدم.نت (الإنجليزية)